# Orkoraptor

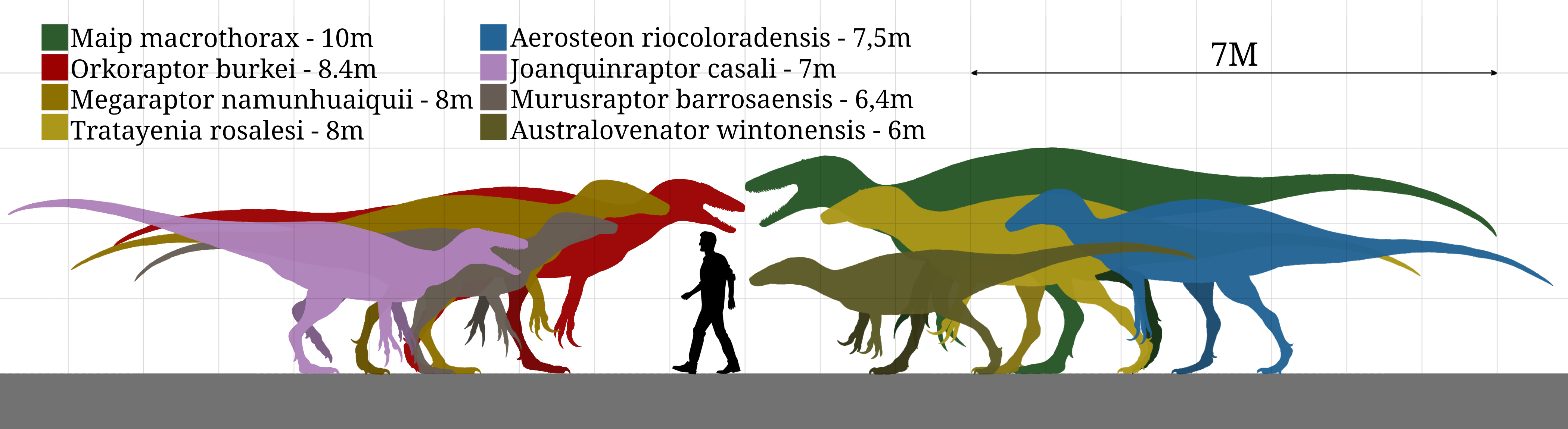
Orkoraptor e outros Megaraptorídeos comparados a um humano.

Orkoraptor é um gênero de dinossauro terópode megaraptorano de tamanho médio do período Cretáceo Superior da Argentina. É conhecido a partir de restos fósseis incompletos, incluindo partes do crânio, dentes, vértebras da cauda e uma tíbia parcial. Os dentes especializados assemelham-se aos de alguns terópodes maniraptoriformes, nomeadamente os deinonicossauros e os compsognatídeos. Essa e outras características anatômicas levaram os autores que o descreveram (Novas, Ezcurra e Lecuona) a sugerir que era um celurossauro maniraptorano. No entanto, estudos posteriores descobriram que era um membro de Megaraptora. Encontrado na Formação Cerro Fortaleza da Patagônia Austral, é um dos dinossauros carnívoros mais meridionais conhecidos da América do Sul.

## Descrição
Orkoraptor era um terópode de tamanho médio. Em 2010, Gregory S. Paul estimou seu comprimento como 6 m e massa como 500 kg. Em 2016, Molina-Pérez e Larramendi deram uma estimativa mais alta de 8,4 metros e 1,4 toneladas para o espécime do holótipo. O holótipo, MPM-Pv 3457 foi escavado em 2001 e consiste em um pós-orbital direito, um quadratojugal direito, um provável coronoide direito, oito dentes isolados, o intercentro do atlas e sua neurapófise direita, duas vértebras caudais proximais, a metade proximal do a tíbia direita, oito costelas fragmentárias e três divisas incompletas. Inicialmente, acreditava-se que era um celurossauro devido ao processo anterior do pós-orbital virado para cima, bem como dentes especializados que não são serrilhados no lado mesial (frontal) e têm uma seção transversal em forma de 8, semelhante aos dos dromeossaurídeos e compsognatídeos. No entanto, muitas outras características contradizem as dessas famílias e outros celurossauros, de modo que seus descritores originais não conseguiram atribuí-lo conclusivamente a qualquer família específica. Eles notaram sua semelhança com um terópode patagônico então não descrito, agora conhecido como Murusraptor. Análises mais recentes explicaram que essas características semelhantes a celurossauros também estão presentes em alguns megaraptorans. Por exemplo, o pós-orbital do Orkoraptor é quase idêntico ao do Aerosteon e o Megaraptor juvenil descrito em 2014 tem dentes semelhantes aos do Orkoraptor.
O nome Orkoraptor significa "Ladrão do Rio Dentado", e foi derivado do Aoniken "Orr-Korr", o nome local para o Rio La Leona, localizado perto do sítio fóssil original. O nome da espécie, Orkoraptor burkei  homenageia Coleman Burke, um paleontólogo amador que apoiou a expedição que coletou os fósseis originais.